# Cervantes Islands
Cervantes Islands är öar i Australien. De ligger i delstaten Western Australia, omkring 180 kilometer nordväst om delstatshuvudstaden Perth.
Genomsnittlig årsnederbörd är 632 millimeter. Den regnigaste månaden är juli, med i genomsnitt 125 mm nederbörd, och den torraste är december, med 12 mm nederbörd.